# Hans Claar

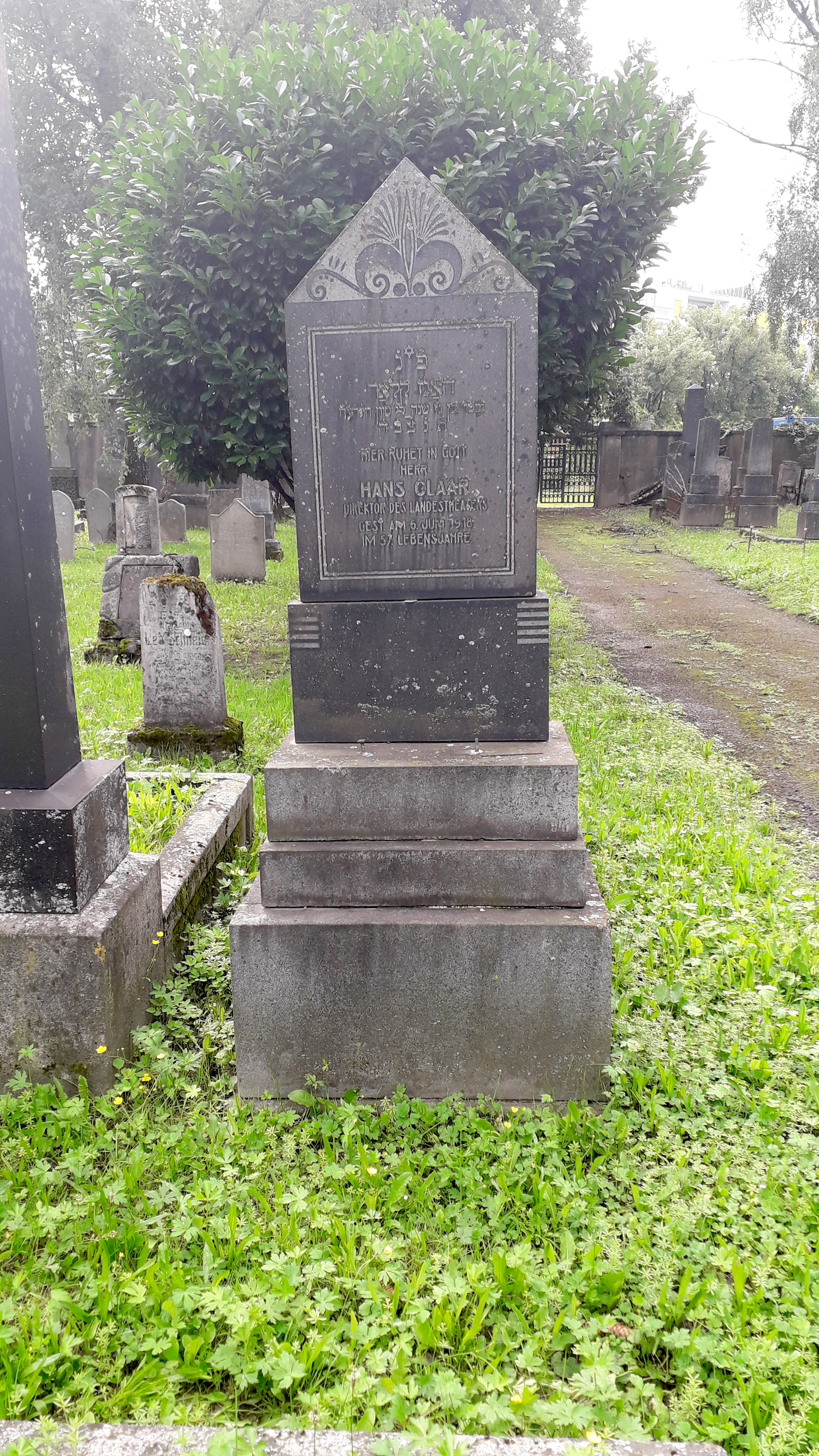
Grab am Jüdischen Friedhof Linz

Hans Claar, eigentlich Johann Klapper (10. September 1861 in Wien – 6. Juni 1918 in Gmunden) war ein österreichischer Theaterschauspieler, -regisseur und -intendant.

## Leben
Claar, Sohn eines österreichischen Staatsbeamten, trat ebenfalls zuerst in den Staatsdienst, entschloss sich jedoch 1887, ohne jede dramatische Ausbildung, den Bühnenberuf zu ergreifen. Er begann auf ganz kleinen Bühnen („Chevalier Dumont“ war seine allererste Rolle), kam 1889 nach Troppau, wirkte von 1890 bis 1893 in Bielitz und Franzensbad, 1894 am Deutschen Volkstheater in Wien, von 1894 bis 1897 in Salzburg, Karlsbad, Ischl, und trat 1898 in den Verband des Landestheaters in Linz, wo er als „Martens“ in Jugendfreunde debütierte.
Er blieb in Linz bis 1902, verabschiedete sich am 30. April als „Peter“ in der Goldenen Eva, unter in Linz kaum dagewesenen Ovationen, und trat im September in den Verband des Hofburgtheaters.
Ab 1906 bis zu seinem Tod war er der Intendant des Linzer Landestheaters. Begraben wurde er auf dem Jüdischen Friedhof Linz.
Verheiratet war er mit der Opernsängerin Toni Claar-Eibenschütz.